# Бортницы (Ивановская область)
Бортницы — село в Родниковском районе Ивановской области России, входит в состав Парского сельского поселения.

## География
Расположено на берегу реки Парша в 10 км на восток от центра поселения села Парское и в 20 км на юго-восток от районного центра города Родники.

## История
Кирпичная Успенская церковь с колокольней была сооружена в начале XIX века рядом с деревянной церковью Иоанна Богослова 1781 года. В 1865 году к ней был приложен каменный придел на средства потомственного почетного гражданина Шуйского купца Василия Никитича Ясюнинского. Престолов была 2: а) в честь Успения Божией Матери, б) св. вмц. Екатерины.
В XIX — первой четверти XX века село входило в состав Мелечкинской волости Юрьевецкого уезда Костромской губернии, с 1918 года — Иваново-Вознесенской губернии.
С 1924 года село входило в состав Котихинского сельсовета Родниковского района Ивановской области, с 2005 года — в составе Парского сельского поселения.

## Население
| 1872 | 1897 | 1907 | 2002 | 2010 |
| ---- | ---- | ---- | ---- | ---- |
| 237  | ↘191 | ↗315 | ↘6   | ↘2   |

## Достопримечательности
В селе расположена действующая Церковь Успения Пресвятой Богородицы (1807).